# Drogo van Boves
Drogo van Boves, ook Drogo (Frans: Dreux) van Coucy  (1020? -1071) genoemd, was een heer van Coucy. Er wordt vermoed dat zijn vrouw afkomstig was uit de kringen van de graven van Amiens.
De naam 'van Boves' erfde hij van zijn moeder, Adèle van Boves. 
Aan de zijde van Filips I van Frankrijk vocht hij meer in de Slag bij Kassel, waar hij sneuvelde. 
Hij liet vier  kinderen achter: Engelram (Enguerrand), Robert, Anseau en Mathilde. Engelram was de oudste zoon en zette de dynastie verder als Engelram I.